# 迪姆
迪姆（法語：Dumes，法語發音：[dym]）是法国朗德省的一个市镇，属于蒙德马桑区。

## 地理
迪姆（43°42'21"N, 0°34'56"W）面积2.48 平方千米，位于法国新阿基坦大区朗德省，该省份为法国西南部沿海省份，是法國本土面积第二大的省，北起吉倫特省，西临大西洋，南至大西洋比利牛斯省，东临热尔省，东北与洛特-加龍省接壤。
与迪姆接壤的市镇（或旧市镇、城区）包括：欧迪尼翁、埃尔-蒙屈布、奥尔萨里约、圣科隆布。

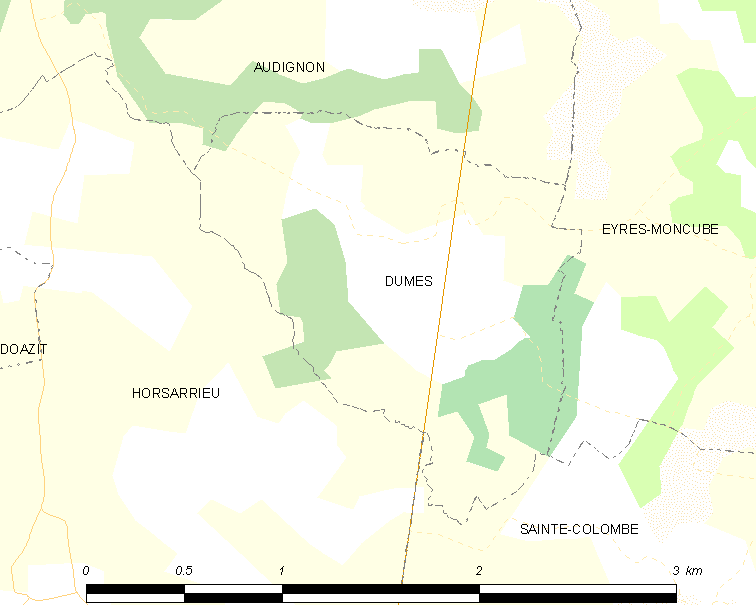
迪姆的OSM定位图

迪姆的时区为UTC+01:00、UTC+02:00（夏令时）。

## 行政
迪姆的邮政编码为40500，INSEE市镇编码为40092。

## 政治
迪姆所属的省级选区为沙洛斯-蒂尔桑县。

## 人口

1962-2008年间迪姆人口变化图示

迪姆于2022年1月1日时的人口数量为250人。